# مجید صارمی

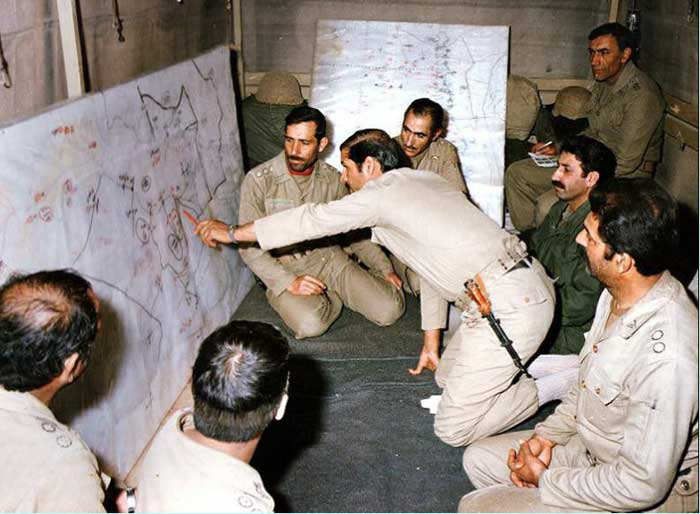
امیر صارمی در جلسه طرح‌ریزی عملیات فتح المبین (نفر دوم نشسته از سمت چپ) در سال ۱۳۶۰

مجید صارمی (زاده ۱۳۱۹ بیجار) نظامی بازنشسته ایرانی با درجه سرتیپ دومی از نیروی زمینی ارتش ایران می‌باشد. او که دارای نشان نظامی ۳ فتح است، به عنوان فرمانده تیپ ۳۷ زرهی شیراز نیروی زمینی ارتش ایران در عملیات‌های متعددی در جنگ ایران و عراق به رزم پرداخته‌است.
همچنین وی یک پژوهشگر نظامی، با تمرکز بر روی جنگ ایران و عراق است و نویسنده تألیفات متعددی در زمینه واکاوی عملیات‌های جنگ ایران و عراق می‌باشد و مجموعه خاطراتی نیز بنام اتاق ژنرال که دربردارنده خاطرات مجید صارمی از دوران جنگ ایران و عراق است، منتشر شده.

## زندگی‌نامه
مجید صارمی متولد سال ۱۳۱۹ در بیجار از توابع استان کردستان است. او فعالیت نظامی خود را از سال ۱۳۳۶ با ورود به دبیرستان نظام شروع می‌کند. وی از سال ۱۳۴۰ در ارتش شاهنشاهی موفق به دریافت درجه افسری می‌شود و پس از طی دوره مقدماتی در رسته زرهی تا سال ۱۳۵۳ در لشکر ۹۲ زرهی اهواز مشغول به خدمت می‌شود. در سال ۱۳۵۴ پس از طی دوره عالی رسته‌ای به مرکز آموزش زرهی شیراز منتقل می‌شود که پس از دوران بازنشستگی (سال ۱۳۶۹) نیز در همان شهر ساکن می‌باشد. از روز آغازین جنگ ایران و عراق فرمانده گروه رزمی ۳۸ زرهی و بعداً تیپ ۳۷ زرهی می‌شود که در عملیات‌های مهمی همچون توکل، فتح المبین، بیت‌المقدس و ثامن الائمه و طریق القدس فرماندهی این تیپ را بر عهده داشته‌است.

وی خاطره خود را از روز اول جنگ ایران و عراق چنین نقل می‌کند:
در پایان روز ۳۱ شهریور ۵۹ هنگام صرف شام بودم که از اخبار تلویزیون متوجه شدم که نیروهای ارتش بعث عراق در حمله ای سراسری مرزهای کشورمان را مورد تاخت و تاز قرار داده‌است. صبح روز اول مهر ۱۳۵۹ در دفترم حضور یافتم و نامه ای به جناب سرهنگ ایرج همتی فرمانده وقت مرکز زرهی نوشتم. در آن قید کردم چنانچه ظرف روز جاری به لشکر ۹۲ زرهی برای مقابله با دشمن اعزام نشوم، به استناد همین گزارش شخصاً به اهواز عزیمت و خود را برای مقابله با دشمن به لشکر ۹۲ زرهی معرفی خواهم کرد. سرهنگ همتی پس از مطالعه نامه با خوشحالی گفت: همکنون پیامی از نزاجا رسیده مبنی بر اینکه باید یک گروه رزمی تشکیل دهیم و به اهواز اعزام نماییم، آیا فرماندهی آن را به عهده می‌گیرید؟ گفتم: بله!

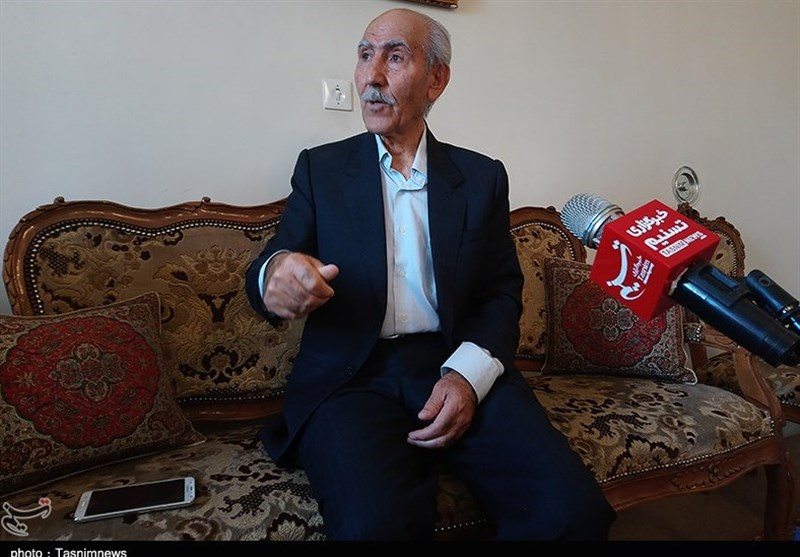
امیر سرتیپ صارمی در حال شرح خاطرات عملیات بیت‌المقدس در مصاحبه با خبرنگار خبرگزاری تسنیم

سرتیپ مجید صارمی صاحب تألیفات متعددی در زمینه واکاوی عملیات‌های جنگ ایران و عراق همچون گروه رزمی ۳۸ در عملیات غرب اهواز، تیپ ۳۷ زرهی در عملیات ثامن الائمه و تیپ ۳۷ زرهی در عملیات بیت‌المقدس می‌باشد و خاطرات او از دوران جنگ نیز توسط اداره‌کل حفظ آثار و ارزش‌های دفاع مقدس استان فارس به نام اتاق ژنرال به رشته تحریر درآمده است. با توجه به طبع شعرسرایی مجید صارمی، کتاب‌های او شامل ابیاتی از شعرهایی که سروده‌است نیز می‌باشند.